# Vendeville
 Vendeville  es una población y comuna francesa, en la región de Norte-Paso de Calais, departamento de Norte, en el distrito de Lille y cantón de Seclin-Nord.

## Demografía
| 432 | 487 | 486 | 780 | 1302 | 1434 |
| Para los censos de 1962 a 1999 la población legal corresponde a la población sin duplicidades (Fuente: INSEE [Consultar]) |     |     |     |      |      |